# Иридий
| 77         | Иридий |
| Ir192,217  |        |
| 4f145d76s2 |        |

Ири́дий (химический символ — Ir, от лат. Iridium) — химический элемент 9-й группы (по устаревшей классификации — побочной подгруппы восьмой группы, VIIIB), шестого периода периодической системы химических элементов Д. И. Менделеева, с атомным номером 77.
Простое вещество иридий — очень твёрдый, тугоплавкий, серебристо-белый переходный металл платиновой группы, обладающий высокой плотностью и сравнимый по этому параметру только с осмием (плотности Os и Ir практически равны с учётом погрешности теоретических расчётов). Имеет высокую коррозионную стойкость даже при температуре 2000 °C. В земных породах встречается крайне редко, поэтому высокая концентрация иридия в образцах породы является индикатором космического (метеоритного) происхождения последних ().

## История
Химики, изучавшие платину, растворяли ее в царской водке (смеси соляной и азотной кислот) для получения растворимых солей. Они всегда наблюдали небольшое количество темного, нерастворимого осадка. Джозеф Луи Пруст думал, что этот осадок был графитом. Французские химики Виктор Колле-Дескотиль, Антуан Франсуа, граф де Фуркруа и Луи Николя Воклен также наблюдали черный остаток в 1803 году, но не получили достаточного количества для дальнейших экспериментов.
В итоге иридий был открыт в 1803 году английским химиком С. Теннантом одновременно с осмием, которые в качестве примесей присутствовали в природной платине, доставленной из Южной Америки. Теннант был первым среди нескольких учёных, кому удалось получить в достаточном количестве нерастворимый остаток после воздействия на платину царской водки и определить в нём ранее неизвестные металлы.

## Происхождение названия
Иридий (др.-греч. ἶρις — «радуга») получил такое название благодаря разнообразной окраске своих солей.

## Нахождение в природе
Содержание иридия в земной коре ничтожно мало (10−7 % по массе). Он встречается гораздо реже золота и платины. Встречается вместе с осмием, родием, рением и рутением. Относится к наименее распространённым элементам. Иридий относительно часто встречается в метеоритах. Не исключено, что реальное содержание металла на планете гораздо выше: его высокая плотность и высокое сродство к железу (сидерофильность) могли привести к смещению иридия вглубь Земли, в ядро планеты, в процессе её формирования из протопланетного диска. Небольшое количество иридия было обнаружено в фотосфере Солнца.
Иридий содержится в таких минералах, как невьянскит, сысертскит и ауросмирид.

### Месторождения и добыча
Коренные месторождения осмистого иридия расположены в основном в перидотитовых серпентинитах складчатых областей (в ЮАР, Канаде, России, США, на Новой Гвинее).
Ежегодное производство иридия на Земле (по данным на 2009 год) составляет около 3 тонн, на 2020 год — около 8 тонн в год. За 2015 год было добыто 7,8 тонн (251 тыс. тройских унций). В 2016 году цена килограмма составляла около 16,7 тысяч долларов (520 долларов США за тройскую унцию).

## Физические свойства
Полная электронная конфигурация атома иридия: 1s22s22p63s23p64s23d104p65s24d105p66s24f145d7.
Иридий — тяжёлый серебристо-белый металл, из-за своей твёрдости плохо поддающийся механической обработке. Температура плавления — 2739 K (2466 °C), кипит при 4701 K (4428 °C).
Кристаллическая структура — кубическая гранецентрированная с периодом а0=0,38387 нм; электрическое сопротивление — 5,3⋅10−8Ом·м (при 0 °C), и 2⋅10−7Ом·м (при 2300 °C); коэффициент линейного расширения — 6,5⋅10−6 град; модуль нормальной упругости — 538 ГПа;
плотность при 20 °С — 22,65 г/см³, жидкого иридия с 19,39 г/см³ (2466 °С). По плотности сопоставим с соседним осмием.

## Изотопный состав
Природный иридий встречается в виде смеси из двух стабильных изотопов: 191Ir (содержание 37,3 %) и 193Ir (62,7 %). Искусственными методами получены радиоактивные изотопы иридия с массовыми числами 164—199, а также множество ядерных изомеров. Распространение получил искусственный 192Ir.

## Химические свойства
Иридий устойчив на воздухе при обычной температуре и нагревании, при прокаливании порошка в токе кислорода при 600—1000 °C образует в незначительном количестве IrO2. Выше 1200 °C частично испаряется в виде IrO3. Компактный иридий при температурах до 100 °C не реагирует со всеми известными кислотами и их смесями, даже с царской водкой. Свежеосажденная иридиевая чернь частично растворяется в царской водке с образованием смеси соединений Ir(III) и Ir(IV). Порошок иридия может быть растворён хлорированием в присутствии хлоридов щелочных металлов при 600—900 °C или спеканием с Na2O2 или BaO2 с последующим растворением в кислотах. Иридий взаимодействует с фтором (F2) при 400—450 °C, а c хлором (Cl2) и серой (S) при температуре красного каления.
Соединения двухвалентного иридия
- Хлорид иридия(II) (IrCl2) — блестящие тёмно-зелёные кристаллы. Плохо растворяется в кислотах и щелочах. При нагревании до 773 °C разлагается на IrCl и хлор, а выше 798 °C — на составные элементы. Получают нагреванием металлического иридия или IrCl3 в токе хлора при 763 °C.
- Сульфид иридия(II) (IrS) — блестящее тёмно-синее твёрдое вещество. Мало растворим в воде и кислотах. Растворяется в сульфиде калия. Получают нагреванием металлического иридия в парах серы.

Соединения трёхвалентного иридия
- Оксид иридия(III) (Ir2O3) — твёрдое тёмно-синее вещество. Малорастворим в воде и этаноле. Растворяется в серной кислоте. Получают при лёгком прокаливании сульфида иридия(III).
- Хлорид иридия(III) (IrCl3) — летучее соединение, цвет которого колеблется от тёмно-оливкового до светлого жёлто-зелёного в зависимости от раздробленности и чистоты полученного продукта. Плотность тёмно-оливкового соединения — 5,292 г/см³. Малорастворим в воде, щелочах и кислотах. При 765 °C разлагается на IrCl2 и хлор, при 773 °C на IrCl и хлор, а выше 798 °C — на составные элементы. Получают действием хлора, содержащего следы СО, на нагретый до 600 °C иридий при ярком освещении прямым солнечным светом или горящей магниевой лентой. При этих условиях через 15—20 минут получают чистый хлорид иридия.
- Бромид иридия(III) (IrBr3) — оливково-зелёные кристаллы. Растворяется в воде, мало растворим в спирте. Дегидратируется при нагревании до 105—120 °C. При сильном нагревании разлагается на элементы. Получают взаимодействием IrO2 с бромоводородной кислотой.
- Сульфид иридия(III) (Ir2S3) — твёрдое коричневое вещество. Разлагается на элементы при нагревании выше 1050 °C. Мало растворим в воде. Растворяется в азотной кислоте и растворе сульфида калия. Получают действием сероводорода на хлорид иридия(III) или нагреванием порошкообразного металлического иридия с серой при температуре не выше 1050 °C в вакууме.

Соединения четырёхвалентного иридия
- Оксид иридия(IV) (IrO2) — чёрные тетрагональные кристаллы с решёткой типа рутила. Плотность — 3,15 г/см³. Малорастворим в воде, этаноле и кислотах. Восстанавливается до металла водородом. Термически диссоциирует на элементы при нагревании. Получают нагреванием порошкообразного иридия на воздухе или в кислороде при 700 °C, нагреванием IrO2 · nН2О.
- Фторид иридия(IV) (IrF4) — жёлтая маслянистая жидкость, разлагающаяся на воздухе и гидролизующаяся водой. tпл 106 °C. Получают нагреванием IrF6 с порошком иридия при 150 °C.
- Хлорид иридия(IV) (IrCl4) — гигроскопичное коричневое твёрдое вещество. Растворяется в холодной воде и разлагается тёплой (водой). Получают нагреванием (600—700 °C) металлического иридия с хлором при повышенном давлении.
- Бромид иридия(IV) (IrBr4) — расплывающееся на воздухе синее вещество. Растворяется в этаноле; в воде (с разложением), диссоциирует при нагревании на элементы. Получают взаимодействием IrO2 с бромоводородной кислотой при низкой температуре.
- Сульфид иридия(IV) (IrS2) — твёрдое коричневое вещество. Малорастворим в воде. Получают пропусканием сероводорода через растворы солей иридия(IV) или нагреванием порошкообразного металлического иридия с серой без доступа воздуха в вакууме.
- Гидроксид иридия(IV) (Ir(OH)4) (IrO2 · 2H2O) образуется при нейтрализации растворов хлороиридатов(IV) в присутствии окислителей. Тёмно-синий осадок Ir2O3 · nН2О выпадает при нейтрализации щёлочью хлороиридатов(III) и легко окисляется на воздухе до IrO2. Практически нерастворим в воде.

Соединения шестивалентного иридия
- Фторид иридия(VI) (IrF6) — жёлтые тетрагональные кристаллы. tпл 44 °C, tкип 53 °C, плотность — 6,0 г/см³. Под действием металлического иридия превращается в IrF4, восстанавливается водородом до металлического иридия. Получают нагреванием иридия в атмосфере фтора в трубке из флюорита. Сильный окислитель, реагирует с водой и монооксидом азота:

{\displaystyle {\mathsf {2IrF_{6}+10H_{2}O\rightarrow 2Ir(OH)_{4}+12HF+O_{2}\uparrow }}}
{\displaystyle {\mathsf {IrF_{6}+NO\rightarrow NO[IrF_{6}]}}}
- Сульфид иридия(VI) (IrS3) — серый, малорастворимый в воде порошок. Получают нагреванием порошкообразного металлического иридия с избытком серы в вакууме. Строго говоря, не является соединением шестивалентного иридия, так как содержит связь S-S.

Высшие степени окисления иридия (+7, +8, +9) получены при очень низких температурах в соединениях [(η2-O2)IrO2]+, IrO4 и [IrO4]+. Известны также низшие степени окисления (+1, 0, −1, −3), например [Ir(CO)Cl(PPh3)]2, Ir4(CO)12, [Ir(CO)3(PPh3)]1−, [Ir(CO)3]3−.

## Получение
Основной источник получения иридия — анодные шламы медно-никелевого производства. Из концентрата металлов платиновой группы отделяют золото (Au), палладий (Pd), платину (Pt) и др. Остаток, содержащий рутений (Ru), осмий (Os) и иридий, сплавляют с нитратом калия (KNO3) и гидроксидом калия (КОН), сплав выщелачивают водой, раствор окисляют кислородом (O2), отгоняют оксид осмия(VIII) (OsO4) и оксид рутения(VIII) (RuO4), а осадок, содержащий иридий, сплавляют с пероксидом натрия (Na2O2) и гидроксидом натрия (NaOH), сплав обрабатывают царской водкой и раствором хлорида аммония (NH4Cl), осаждая иридий в виде комплексного соединения (NH4)2[IrCl6], который затем прокаливают, получая металл — иридий. Перспективен метод извлечения иридия из растворов экстракцией гексахлороиридатов высшими алифатическими аминами. Для отделения иридия от неблагородных металлов перспективно использование ионного обмена. Для извлечения иридия из минералов группы осмистого иридия минералы сплавляют с оксидом бария, обрабатывают соляной кислотой и царской водкой, отгоняют OsO4 и осаждают иридий в виде (NH4)2[IrCl6].

## Применение
Мировое потребление иридия составило 10,4 тонн в 2010 году. Основное применение — оборудование для выращивания монокристаллов, где иридий используют в качестве материала тиглей. В 2010 году на эти цели ушло 6 тонн иридия. Примерно по 1 тонне потребляют производители премиальных свечей зажигания, химического оборудования и химических катализаторов.
Иридий, наряду с медью и платиной, применяется в свечах зажигания двигателей внутреннего сгорания (ДВС) в качестве материала для изготовления электродов, делая такие свечи наиболее долговечными (100—160 тыс. км пробега автомобиля) и снижая требования к напряжению искрообразования. Первой компанией, которая стала использовать иридий, улучшив благодаря этому качество свечей зажигания, стала японская компания NGK. Изначально использовался в авиации и гоночных автомобилях, затем, по мере снижения стоимости продукции, стал применяться и на массовых автомобилях. В настоящее время такие свечи доступны для большинства двигателей, однако являются наиболее дорогими.
Сплавы с вольфрамом (W) и торием (Th) — материалы термоэлектрических генераторов, с родием (Rh), рением (Re), вольфрамом (W) — материалы для термопар, эксплуатируемых выше 2000 °C, с лантаном (La) и церием (Се) — материалы термоэмиссионных катодов.
Из платиноиридиевого сплава были изготовлены исторические эталоны метра и килограмма.
В 2013 году иридий впервые в мире был применён в изготовлении официальных монет Национальным банком Руанды, который выпустил монету из чистого металла 999-й пробы. Иридиевая монета была выпущена номиналом 10 руандийских франков.
Иридий использовался для изготовления премиальных перьев для ручек. Небольшой шарик из иридия можно встретить на кончиках перьев и чернильных стержней, особенно хорошо его видно на золотых перьях, где он отличается по цвету от самого пера. В наше время иридий заменён на другие стойкие к истиранию металлы.
Иридий в палеонтологии и геологии является индикатором слоя, который сформировался сразу после падения метеоритов.
Иридий-192 является гамма-источником с периодом полураспада 74 суток. Применяется в дефектоскопии и брахитерапии.
Интерес в качестве источника электроэнергии вызывает его ядерный изомер иридий-192m2 (период полураспада 241 год).
Соединения иридия — потенциальные лекарства для лечения онкологических заболеваний.

## Биологическая роль
Не играет никакой биологической роли. Металлический иридий неядовит, но некоторые соединения иридия, например, его гексафторид (IrF6), очень ядовиты.

## Стоимость
Цена на иридий на мировом рынке в 2021 году — около 160 долларов США за 1 грамм.
В Российской Федерации за незаконное приобретение, хранение, перевозку, пересылку и сбыт иридия (а равно и других драгоценных металлов: золота, серебра, платины, палладия, родия, рутения и осмия) в крупном размере (то есть стоимостью более 2,25 млн руб.) за исключением ювелирных и бытовых изделий и лома таких изделий, предусмотрена уголовная ответственность в виде лишения свободы на срок до 5 лет.